# Rodeo star mate
「Rodeo star mate」（ロデオ スター メイト）は、日本のバンドthe pillowsの30枚目のシングルである。2010年1月20日発売。発売元はavex trax。

## 概要
- 通常盤と初回限定盤の二種リリース。初回限定盤は「Rodeo star mate」のPVを収録したDVD付き。
- PV監督はくぼめぐ。

## 収録曲
1. Rodeo star mate(2:26)
作詞：・作曲：SAWAO YAMANAKA、編曲：the pillows
2. Sad Fad Love(3:47)
作詞：・作曲：SAWAO YAMANAKA、編曲：the pillows

## 収録アルバム

### Rodeo star mate
- サントラ『スティッチ! オリジナル・サウンドトラック』（2010年4月28日）
- オムニバス『ロック・スティッチ』（2010年7月28日）

### Sad Fad Love
- オリジナル『HORN AGAIN』(2011年1月26日)

## タイアップ
- Rodeo star mate：テレビ朝日系アニメ『スティッチ!～いたずらエイリアンの大冒険～』オープニングテーマ